# 己二酸二甲酯
己二酸二甲酯（英語：Dimethyl adipate）是一种己二酸酯，化学式(CH2CH2CO2CH3)2，常温常压下为无色油状液体，和尼龙的生产有关，常用作塑化剂。